# 布格施莱尼茨-屈恩灵
布格施莱尼茨-屈恩灵（德語：Burgschleinitz-Kühnring）是奥地利下奥地利州霍恩县的一个市镇。总面积41.84平方公里，总人口1430人，人口密度34.2人/平方公里（2005年）。